# 道西基地
36°59′49″N 106°58′44″W / 36.997°N 106.979°W
道西基地（英語： /ˈdʌlsiː beɪs/ /ˈduːsiː beɪs/）是一座未被證實的秘密外星人地下設施，位於阿丘利塔縣平頂山下，也就是在美国新墨西哥州道西地區附近的科羅拉多州與新墨西哥州邊界。阿布奎基商人保羅·班紐維茲首次宣稱在這個設施有外星人活動。

## 歷史
自1979年起，保羅·班紐維茲開始相信他在阿布奎基週邊地區持續攔截到的电信訊號是來自外星航天器與军事基地，直到1980年代，他確信在新墨西哥州道西地區附近發現到一座地下基地。在1990年，這個消息開始在幽浮社群迅速傳開，幽浮學者約翰·李爾宣稱握有道西基地存在的獨立性證據。政治学者麥克·巴肯指出冷战的地下导弹军事基地給予道西基地一部分的可信度，使它進一步變成幽浮學更具吸引力的传说。

## 影響
道西地区的居民声称看到过该地区出现不明飞行物、不明移动光点和其他无法解释的目击事件。希卡里亚阿帕奇國立法委员会主席泰·維森提（英語：Ty Vicenti）表示「当地的政府和人民已经接受了道西基地这个都市传说，其中的部分原因是为了刺激发展当地的旅游业」。2016年，在位于镇上的赌场酒店里举办了道西基地UFO研讨会。